# تكييف كيميائي
التكييف الكيميائي هو عملية يتم فيها استقرار عوامل التفاعل أو تحسينها. يمكن أن يكون زيادة جودة مادة باستخدام مادة أخرى، وتحسين التقاط المواد الصلبة ومعالجة المياه جسديًا وكيميائيًا أو نزع المياه. هناك ثلاثة أنظمة تكييف رئيسية: الحرارة، والمواد الكيميائية غير العضوية والبوليمرات العضوية. يزيد التكييف دائمًا من كفاءة إزالة المياه.